# Margaret Rolle (15e baronne Clinton)
Margaret Rolle, 15e baronne Clinton suo jure (17 janvier 1709 - 13 janvier 1781) est une riche héritière aristocratique du Devonshire, connue à la fois pour son excentricité et ses liaisons extraconjugales.
Par son premier mari Robert Walpole (2e comte d'Orford), (1701-1751) et fils aîné de Robert Walpole, elle donne naissance à un héritier légitime, George Walpole (3e comte d'Orford), qui lui succède dans le titre du baron Clinton.

## Antécédents familiaux

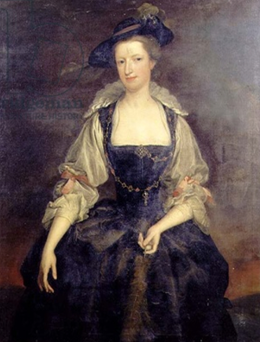
Margaret Rolle, comtesse d'Orford et suo jure la baronne Clinton (1709–1781) par un disciple de Herman van der Mijn. La pose est très similaire au portrait de Lady Frances Finch, épouse du vicomte Courtenay par Thomas Hudson

Elle est la seule fille survivante et unique héritière de Samuel Rolle, député (1646-1719), de Heanton Satchville, Petrockstowe, et de sa deuxième épouse, Margaret, fille de Roger Tuckfield, de Raddon Court, Devon, une branche cadette de la famille Tuckfield de Little Fulford, près de Crediton. Elle hérite de son oncle, Roger Tuckfield, député de l'arrondissement familial d'Ashburton, à la suite de l'achat du manoir d'Ashburton en 1702. La famille Rolle de Heanton Satchville est une riche branche cadette des Rolles de Stevenstone, l'un des plus grands propriétaires fonciers du Devon, descendant de George Rolle, député (décédé en 1552) qui a acquis des terres à la dissolution des monastères. Elle est également l'héritière de sa grand-mère paternelle, Arabella Clinton, épouse de Robert Rolle, député, grand shérif du Devon et tante d'Edward Clinton, 5e comte de Lincoln, 13e baron Clinton (1645-1692). Le comté de Lincoln est dévolu à ses parents qui deviennent ducs de Newcastle.

## Héritage

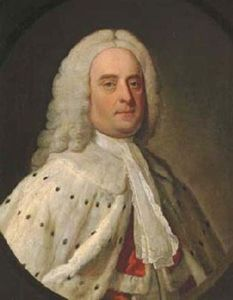
Le premier mari de Margaret, Robert Walpole (2e comte d'Orford), peint par John Theodore Heins, forme une paire avec son propre portrait du même artiste

En tant que cohéritière principale de l'ancienne baronnie de Clinton, en suspens à la mort en 1751 de son cousin, Hugh Fortescue (1er comte Clinton), en 1760, ce titre est attribué en sa faveur par le comité des privilèges de la Chambre des lords. Outre de nombreux manoirs lucratifs, elle hérite du patronage de son père du Bourg pourri Rolle de Callington en Cornouailles pour lequel en 1761 elle nomme député son agent du Devon Richard Stevens (1702-1776), de Winscott, à Peters Marland, et le beau-frère d'un cousin éloigné, Henry, 1er baron Rolle (1708–1750).

## Les mariages
Margaret Rolle se marie deux fois:
- Premièrement, en 1724, en tant que riche héritière de 15 ans, à Robert Walpole 23 ans, 1er baron Walpole, plus tard 2e comte d'Orford (1701-1751), fils aîné de Robert Walpole, de Houghton Hall, Norfolk (1676–1745) et le premier premier ministre de Grande-Bretagne. Après la naissance de leur fils, elle "a fait un point ... de ne pas laisser son mari coucher avec elle et a finalement stipulé que pour seulement deux fois par semaine", comme le rapporte Horace Walpole [4]. Le mariage n'a pas été un succès, elle se querelle violemment avec toute sa famille. Ils vivent séparés (elle obtient plus tard une séparation légale) après la naissance de leur fils et héritier:
  - George Walpole (3e comte d'Orford) (1730–1791), un célèbre fauconnier, qui n'a pas d'enfants légitimes et meurt fou.
- En secondes noces, en 1751, à Sewallis Shirley (1709-1765), 14e fils de Robert Shirley (1er comte Ferrers) [5]. Ayant été sa maîtresse auparavant, ils vivent ensemble en Angleterre pendant un certain temps, et elle parraine son élection en tant que député de Callington en 1754. Mais ce mariage se termine également par une séparation [6] et elle retourne à Florence en 1755 [7] où elle engage une liaison avec le comte de Richecourt. Plus tard, Shirley devient contrôleur de la maison de la reine Charlotte.

## Amants
La comtesse d'Orford s'enfuit à Florence avec son amant le révérend Samuel Sturgis, membre du King's College de Cambridge. Dans ses lettres, Horace Walpole (plus tard 4e comte d'Orford) fait plusieurs mentions de sa belle-sœur, Margaret Rolle, la plupart du temps dénigrant dans leur nature, comme c'était sa norme: «si, comme d'autres maris de Norfolk, je dois ville avec une séparation formelle, du moins ce sera à ma manière: ma femme ne «courra pas non plus en Italie après les amants et les livres». . . " 
Horace Mann (1er baronnet) (1706–1786), résident à Florence, écrit à son beau-frère, le chroniqueur Horace Walpole : «Vous vous trompez infiniment en pensant que ma dame a mal reçu l'accueil de son comte. Il y a des morceaux de sincérité et de liberté qui ne gâchent rien. J'apprends qu'il a commandé un très beau char, qui coûtera 600 écus, et qui lui sera présenté. " 
Au cours de son second mariage, elle se lie avec Emmanuel de Nay, comte de Richecourt, ministre du Conseil de régence impériale de Toscane (1749-1757), originaire de Lorraine mais décédé à Florence en 1768.

## Mort
Lady Clinton meurt en 1781 à Pise en Toscane et est enterrée à Livourne. Son amie, Selina Hastings, déclare plus tard qu'elle est «une femme de caractère très singulier et considérée à moitié folle» .
Son fils, George Walpole (3e comte d'Orford) (1730–1791), lui succède comme 16e baron Clinton, mais meurt sans descendance; le titre de baron Clinton redevient alors en suspens, étant réclamé avec succès en 1794 par Robert Trefusis (17e baron Clinton) (1764–1797), un cousin par la tante de Margaret Bridget Rolle (1648–1721) .
Les héritiers mâles du 3e comte d'Orford tentent de réclamer les domaines de Heanton Satchville, mais après une longue et complexe affaire judiciaire impliquant l'examen des ententes faites par Sir Samuel Rolle, ces terres sont attribuées en faveur de la famille Trefusis .